# Szánkó a 2014. évi téli olimpiai játékokon
A 2014. évi téli olimpiai játékokon a szánkó versenyszámait a Szanki bob- és szánkóközpontban, Krasznaja Poljanában rendezték február 8. és 13. között.
A férfiaknak kettő, a nőknek egy versenyszámot rendeztek, valamint új versenyszámként csapatversenyben is olimpiai bajnokot avattak.
Valamennyi versenyszámban német győzelem született.

## Naptár
Az időpontok moszkvai idő szerint (UTC+4) és magyar idő szerint (UTC+1) is olvashatóak. A döntők kiemelt háttérrel vannak jelölve.
| Dátum       | Helyi idő   | Magyar idő  | Versenyszám             |
| ----------- | ----------- | ----------- | ----------------------- |
| február 8.  | 18:30–22:00 | 15:30–19:00 | férfi egyes, 1–2. futam |
| február 9.  | 18:30–22:00 | 15:30–19:00 | férfi egyes, 3–4. futam |
| február 10. | 18:45–21:45 | 15:45–18:45 | női egyes, 1–2. futam   |
| február 11. | 18:30–21:30 | 15:30–18:30 | női egyes, 3–4. futam   |
| február 12. | 18:15–21:20 | 15:15–18:20 | kettes, 1–2. futam      |
| február 13. | 20:15–21:45 | 17:15–18:45 | csapatverseny           |

## Részt vevő nemzetek
A versenyeken 24 nemzet 110 sportolója vett részt.
| Nemzet               | Férfi | Női | Kettes | Váltó | Összesen |
| -------------------- | ----- | --- | ------ | ----- | -------- |
| Ausztria             | 3     | 2   | 3      | X     | 10       |
| Ausztrália           | 1     |     |        |       | 1        |
| Bulgária             | 1     |     |        |       | 1        |
| Csehország           | 1     | 1   | 1      | X     | 4        |
| Dél-Korea            | 1     | 1   | 1      | X     | 4        |
| Egyesült Államok     | 3     | 2   | 3      | X     | 10       |
| Franciaország        |       |     | 1      |       | 1        |
| Független résztvevők | 1     |     |        |       | 1        |
| Japán                | 1     |     |        |       | 1        |
| Kanada               | 3     | 1   | 3      | X     | 8        |
| Kazahsztán           |       |     | 1      |       | 1        |
| Lengyelország        | 1     | 1   | 2      | X     | 5        |
| Lettország           | 3     | 2   | 2      | X     | 9        |
| Moldova              | 1     |     |        |       | 1        |
| Németország          | 3     | 2   | 3      | X     | 10       |
| Norvégia             | 3     |     |        |       | 3        |
| Olaszország          | 3     | 2   | 3      | X     | 10       |
| Oroszország          | 3     | 2   | 3      | X     | 10       |
| Románia              | 1     | 1   | 1      | X     | 4        |
| Szlovákia            | 1     | 2   | 1      | X     | 6        |
| Svájc                | 1     |     | 1      |       | 2        |
| Tajvan               | 1     |     |        |       | 1        |
| Tonga                | 1     |     |        |       | 1        |
| Ukrajna              | 2     | 1   | 2      | X     | 6        |
| Összesen: 24 nemzet  | 39    | 20  | 31     | 13    | 110      |

## Éremtáblázat
(A rendező nemzet csapata eltérő háttérszínnel, az egyes számoszlopok legmagasabb értéke, vagy értékei vastagítással kiemelve.)
| A 2014. évi téli olimpiai játékok éremtáblázata szánkóban | A 2014. évi téli olimpiai játékok éremtáblázata szánkóban | A 2014. évi téli olimpiai játékok éremtáblázata szánkóban | A 2014. évi téli olimpiai játékok éremtáblázata szánkóban | A 2014. évi téli olimpiai játékok éremtáblázata szánkóban | Olimpia  |
| --------------------------------------------------------- | --------------------------------------------------------- | --------------------------------------------------------- | --------------------------------------------------------- | --------------------------------------------------------- | -------- |
|                                                           | Ország                                                    | Arany                                                     | Ezüst                                                     | Bronz                                                     | Összesen |
| 1.                                                        | Németország (GER)                                         | 4                                                         | 1                                                         | 0                                                         | 5        |
|                                                           |                                                           |                                                           |                                                           |                                                           |          |
| 2.                                                        | Oroszország (RUS)                                         | 0                                                         | 2                                                         | 0                                                         | 2        |
| 3.                                                        | Ausztria (AUT)                                            | 0                                                         | 1                                                         | 0                                                         | 1        |
|                                                           |                                                           |                                                           |                                                           |                                                           |          |
| 4.                                                        | Lettország (LAT)                                          | 0                                                         | 0                                                         | 2                                                         | 2        |
| 5.                                                        | Egyesült Államok (USA)                                    | 0                                                         | 0                                                         | 1                                                         | 1        |
| 5.                                                        | Olaszország (ITA)                                         | 0                                                         | 0                                                         | 1                                                         | 1        |
|                                                           |                                                           |                                                           |                                                           |                                                           |          |
| Összesen                                                  | Összesen                                                  | 4                                                         | 4                                                         | 4                                                         | 12       |

## Érmesek
| A 2014. évi téli olimpiai játékok érmesei szánkóban |                                                                                    |          | |          |                                                                              |          |
| Versenyszám                                         | Arany                                                                              | Arany    | Ezüst                                                                                                   | Ezüst    | Bronz                                                                        | Bronz    |
| Férfi egyes                                         | Felix Loch · Németország (GER)                                                     | 3:27,526 | Albert Gyemcsenko · Oroszország (RUS)                                                                   | 3:28,002 | Armin Zöggeler · Olaszország (ITA)                                           | 3:28,797 |
| Női egyes                                           | Natalie Geisenberger · Németország (GER)                                           | 3:19,768 | Tatjana Hüfner · Németország (GER)                                                                      | 3:20,907 | Erin Hamlin · Egyesült Államok (USA)                                         | 3:21,145 |
| Kettes                                              | Németország (GER) · Tobias Arlt · Tobias Wendl                                     | 1:38,933 | Ausztria (AUT) · Andreas Linger · Wolfgang Linger                                                       | 1:39,455 | Lettország (LAT) · Andris Šics · Juris Šics                                  | 1:39,790 |
| Vegyes váltó                                        | Németország (GER) · Natalie Geisenberger · Felix Loch · Tobias Wendl · Tobias Arlt | 2:45,649 | Oroszország (RUS) · Tatyjana Ivanova · Albert Gyemcsenko · Alekszandr Gyenyiszjev · Vlagyiszlav Antonov | 2:46,679 | Lettország (LAT) · Elīza Tīruma · Mārtiņš Rubenis · Andris Šics · Juris Šics | 2:47,295 |